# Robert Gober
Robert Gober (Wallingford, Connecticut, 12 september 1954) is een Amerikaans beeldend kunstenaar.

## Biografie
Gober studeerde van 1973 tot 1974 aan de Tyler School of Art in Rome, daarna aan het Middlebury College van Vermont. Sinds 1976 woont en werkt hij in New York, Manhattan.
Aanvankelijk was hij kunstschilder. Vanaf 1983 maakt hij objectkunstwerken. Zijn sculpturen verwijzen naar de Amerikaanse kunst (popart en minimal art) met werk van Donald Judd, Frank Stella en Robert Mangold maar ook naar de ready mades van Marcel Duchamp, maar met een andere invulling. In 1984 had hij zijn eerste tentoonstelling in New York.
De kunstenaar wendt alledaagse gebruiksvoorwerpen aan in zijn kunst, die hij dan vervreemdt door vergrotingen. Hij thematiseert de cultuur van het verbruiken en de afval. Een vaak terugkerend motief in zijn werk zijn wasbakken en afvoerbuizen. Deze zijn echter vergroot of gewijzigd en alzo onbruikbaar geworden. Daardoor worden schijnbaar vertrouwde rituelen uit het dagelijks leven ter discussie gesteld.

## Tentoonstellingen
- Kunsthalle Bern, 1990
- Galerie nationale du Jeu de Paume, Paris 1991
- Documenta IX in Kassel, 1992
- Dia Center for the Arts, New York 1992
- Serpentine Gallery, London 1993
- Öffentliche Kunstsammlung Basel, 1995/96
- Museum of Contemporary Art, Los Angeles 1997
- Walker Art Center, Minneapolis 1999
- San Francisco Museum of Modern Art 2000
- Biënnale Venetië, 2001
- Kunstmuseum Luzern, 2002
- Pinakothek der Moderne, München 2004
- Schaulager Münchenstein/Bazel 2007